# Current Analytical Chemistry
Current Analytical Chemistry, abgekürzt Curr. Anal. Chem., ist eine wissenschaftliche Fachzeitschrift, die vom Bentham Science-Verlag veröffentlicht wird. Die Zeitschrift erscheint mit neun Ausgaben im Jahr. Es werden Artikel aus allen Bereichen der analytischen Chemie veröffentlicht.
Der Impact Factor lag im Jahr 2019 bei 1,365. Nach der Statistik des ISI Web of Knowledge wird das Journal mit diesem Impact Factor in der Kategorie Analytische Chemie an 92. Stelle von 121 Zeitschriften geführt.